# Ely Allen
Ely Allen (Anchorage, 12 de Junho de 1963) é um futebolista estadunidense. 

## História
Allen foi selecionado no MLS SuperDraft de 2008 pelo Los Angeles Galaxy. Seu primeiro jogo foi contra o Sydney FC pelo Pan-Pacific Championship em 23 de fevereiro de 2008.